# Lenguas pama meridionales
Las Lenguas pama meridonales son un subgrupo de lenguas pama dentro de la familia de lenguas pama-ñunganas, habladas en la región de la Península del Cabo York, en Queensland, Australia.

## Lenguas
Las lenguas pertenecientes a este subgrupo son:
- Wamin
- Mbabaram
- Mbara
- Walangama